# Antanambeus
Antanambeus is een geslacht van wantsen uit de familie van de Reduviidae (Roofwantsen). Het geslacht werd voor het eerst wetenschappelijk beschreven door André Villiers in 1948.

## Soorten
Het genus bevat de volgende soorten:

- Antanambeus funebris Villiers, 1948
- Antanambeus marmoratus Chlond, 2011
- Antanambeus pusillus Villiers, 1961